# پشت تنگ (بیجار)
پشت تنگ (بیجار)، روستایی از توابع بخش مرکزی شهرستان بیجار در استان کردستان ایران می باشد.

## جمعیت
این روستا در دهستان نجف‌آباد (بیجار) قرار دارد و براساس سرشماری مرکز آمار ایران در سال ۱۳۸۵، جمعیت آن ۱۳۶ نفر (۳۱خانوار) بوده‌است.